# 阿托斯·坦齐尼
阿托斯·坦齐尼（義大利語：Athos Tanzini，1913年1月30日—2008年9月28日），意大利前男子击剑运动员。他曾代表意大利参加1936年夏季奥林匹克运动会击剑比赛，结果获得男子团体佩剑的银牌。